# ワンダフルガールズ
ワンダフルガールズはTBS系深夜番組『ワンダフル』に出演していたアシスタントの女性タレントのグループ。通称・ワンギャル。
秋の改編期に合わせてメンバーを交代していた。第1期生から第5期生まで存在した。
また、2000年には第4期のメンバーが「ワンギャル」のアーティスト名でCDシングルを2枚発売している。

## ワンダフルガールズ
第1期（1997年9月29日 - 1998年10月1日）
- 臼井静（1998年1月 - ）
- 岡野はつみ（ - 1998年1月）
- 小野砂織
- 片石貴子（ - 1998年1月）（1998年4月 - ）
- 北原まゆ（現・豊嶋千加子）（1998年1月 - ）
- 国分佐智子（1998年1月 - ）
- 坂本みき（ - 1998年1月）
- 沢木涼子（ - 1998年1月）
- 釈由美子（1998年1月 - ）
- 白石弓子

- 杉村陽子（ - 1998年1月）
- 田中沙斗子（1998年1月 - ）
- 七森美江（ - 1998年3月）
- 西野優輝（1998年1月 - 3月）
- 橋本麗香（ - 1997年11月）
- 細木美和
- 松井香（ - 1998年6月）
- 諸岡なみ子（1998年4月 - 8月）
- 吉永愛（1998年1月 - ）

第2期（1998年10月5日 - 1999年9月30日）
- 伊藤すみれ（1999年4月 - ）
- 浮田久重
- 大塚良子
- 尾上康代
- 加藤由季
- 君嶋ゆかり
- 須之内美帆子

- 染谷ちひろ（ - 1999年3月）
- 田嶋洋子（現姓水嶋）
- 谷口智
- 富田チサキ（ - 1999年3月、現田村美咲）
- 益子梨恵
- 横山夏海（ - 1999年2月）

第3期（1999年10月4日 - 2000年9月28日）
- 石川亜澄　現・石川あずみ
- 石橋奈美（2000年5月 - ）
- 遠藤明子
- 梶原芽衣
- 綺本りか（ - 2000年6月）
- 小宮理英
- 佐井仁美（ - 2000年3月）

- 斉藤繭子（ - 2000年1月）
- 中田リサ（2000年5月 - ）
- 林敬子
- 宮崎景子
- 宮本耀子（ - 2000年1月）
- 宗政美貴（ - 2000年4月）
- 森瑠花
- 山本恵美

第4期（2000年10月2日 - 2001年9月27日）
- 相沢真紀
- アリーネ（9月まで在籍したが卒業はせず）
- 井川絵美
- 石川瞳
- 北川えり
- 北沢まりあ

- 高井菜緒
- 竹下玲奈
- 中馬めぐみ
- 福岡サヤカ
- 松梨知果
- 宮本愛子

第5期（2001年10月1日 - 2002年9月26日）
- 石井あみ
- 磯部さちよ
- 岩田ゆり
- 大森かほり
- 河村和奈
- 木舩香織

- 小池祥絵
- 重泉充香
- 鈴木朝美
- 西尾祐里
- 福世恵梨奈
- 諸岡ひとみ

## CDリリース
つんく（現つんく♂・シャ乱Q）プロデュース。
- ヒロイン!－その他大勢なんかじゃない－（2000年12月6日）
- 花吹雪 BANG BANG BANG（2001年4月18日）